# Juan de Oviedo (músico)
Juan de Oviedo (¿?-Salamanca, 17 de diciembre de 1566) fue un compositor y maestro de capilla español, catedrático de música de la Universidad de Salamanca. Su nombre también está documentado como Johannes y el apellido como Hubiedo, Obiedo y Obredo.

## Vida
No se sabe mucho de la vida de Juan de Oviedo. Las primeras noticias que se tiene sobre su vida son de 1541, cuando es nombrado sustituto de Lucas Fernández como catedrático de música en la Universidad de Salamanca. Parece que era alumno del maestro de capilla de Salamanca, Antonio Gallego, y que para entonces Oviedo  ya era bachiller. Fernández falleció el 17 de septiembre de 1542 y la Universidad envió los edictos para organizar la sustitución del catedrático. Se desconoce el proceso exacto de la selección de Oviedo como su sucesor, pero parece que hubo unas oposiciones y que Oviedo la ganó el 20 de noviembre de 1542. La condición fue que se hicieran las fiestas de la Universidad a costa del nuevo catedrático.
En 1545 partió el maestro de capilla de la Catedral de Salamanca, Diego del Castillo, y el 29 de noviembre fue nombrado Oviedo, que obtuvo una media ración por el cargo. Fue el primer músico en ejercer ambos cargos. Oviedo llegó a tener un alto nivel económico, como muestran las numerosas casas y el corral que adquirió durante su vida.
Juan de Oviedo mantuvo ambos cargos hasta su muerte en Salamanca, el 17 de diciembre de 1566. El fallecimiento coincidiría con la finalización del coro de la Catedral nueva, pero sería enterrado en la Catedral vieja, «debajo del coro viejo».

## Obra
No se conservan obras de Oviedo, pero se sabe por la documentación de la Universidad y la Catedral que fue un compositor muy activo. Compuso numerosas obras para las fiestas religiosas, pero sobre todo para el Corpus Christi, fiesta que era muy celebrada en Salamanca desde el siglo XVI.